# Выборы парламента Азербайджана (2020)
Выборы парламента Азербайджана состоялись 9 февраля 2020 года. Это были первые в истории Азербайджана внеочередные парламентские выборы. На выборах были избраны депутаты VI созыва.

## История внеочередных выборов
Очередные выборы в парламент должны были состояться в ноябре 2020 года. В ноябре 2019 года депутаты от правящей партии «Новый Азербайджан» предложили инициативу роспуска Национального Собрания Азербайджана V созыва. 2 декабря Милли Меджлис подавляющим большинством голосов принял обращение к президенту Азербайджана с просьбой назначить внеочередные парламентские выборы. 
7 декабря ЦИК Азербайджана запустил процесс внеочередных выборов.

## Избирательная система
Согласно статье 82 Конституции АР, Милли Меджлис Азербайджана состоит из 125 депутатов. Депутаты избираются на основе мажоритарной избирательной системы на всеобщих, равных и прямых выборах при свободном, личном и тайном голосовании. Каждый гражданин Азербайджана, обладающий правом участия в выборах, может быть избран в установленном законом порядке депутатом Милли Меджлиса. 
Не могут быть избраны депутатами Милли Меджлиса Азербайджана лица, имеющие двойное гражданство, имеющие обязательства перед другими государствами, работающие в системе исполнительной или судебной власти, лица, занимающиеся иной оплачиваемой деятельностью, кроме научной, педагогической и творческой, религиозные деятели, лица, недееспособность которых признана судом, осужденные за тяжкие 
преступления, отбывающие наказание в местах лишения свободы по приговору суда, вступившего в законную силу.

## Избирательная кампания
Документы для регистрации кандидатов принимались с 21 декабря до 10 января. Зафиксировано рекордное количество кандидатов за всю историю парламентских выборов в Азербайджане. 
В выборах приняли участие 1 314 кандидатов. Из них 1038 мужчин, 276 женщин.
В выборах участвовал вице-президент азербайджанской диаспоры — Руфат Алиев. 
Предвыборная агитация стартовала 17 января 2020 года и завершилась 8 февраля 2020 года в 08:00, когда наступил «день тишины».

## Голосование
Голосование на парламентских выборах в Азербайджане стартовало в 08:00 и завершилось в 19:00 9 Февраля 2020 года.

## Результаты
| Партия                                         | %     | Мест |
| ---------------------------------------------- | ----- | ---- |
| Новый Азербайджан                              | 53,7% | 72   |
| Партия Гражданской Солидарности                | 5,17% | 3    |
| Партия Великого Порядка                        | 5,13% | 1    |
| Партия Родины                                  | 5,10% | 1    |
| Мусават                                        | 4,63% | 1    |
| Партия Социальной Справедливости               | 4,49% | 1    |
| Партия Демократических Реформ                  | 3,38% | 1    |
| Партия Единства                                | 3,9%  | 1    |
| Партия Счастья                                 | 3,7%  | 1    |
| Партия Гражданской Солидарности                | 3,5%  | 1    |
| Партия Демократического Просвещения            | 2,7%  | 0    |
| Партия Национального Возрождения Родины        | 0,98% | 0    |
| Классический Народный Фронт                    | 0,86% | 0    |
| Коммунистическая партия Азербайджана           | 0,82% | 0    |
| СДП                                            | 0,76% | 0    |
| Партия национальной независимости Азербайджана | 0,74% | 0    |
| Партия справедливости                          | 0,59% | 0    |
| Азербайджанская народная партия                | 0,57% | 0    |
| Партия гражданского развития                   | 0,36% | 0    |
| Партия демократических азербайджанцев          | 0,21% | 0    |
| Партия Великого Азербайджана                   | 0,14% | 0    |
| Демократическая партия Азербайджана            | 0,06% | 0    |
| Независимые                                    | 24,7% | 43   |
| Всего                                          | 100%  | 125  |

## Аннулирование
13 февраля 2020 года Центральная избирательная комиссия аннулировала результаты в округах, где Чингиз Ганизаде, Рауф Арифоглу, Хади Раджабли и Гусейнбала Мираламов были объявлены победителями.
В общей сложности были аннулированы итоги на 328 избирательных участках.

### Избирательные округа, результаты которых были аннулированы
- Имишли-Бейлаганский избирательный округ 80
- Ленкоранский сельский избирательный округ №74
- Хатаинский третий избирательный округ №35
- Первый округ Хатаи № 33[12]